# واهان توتوونتس

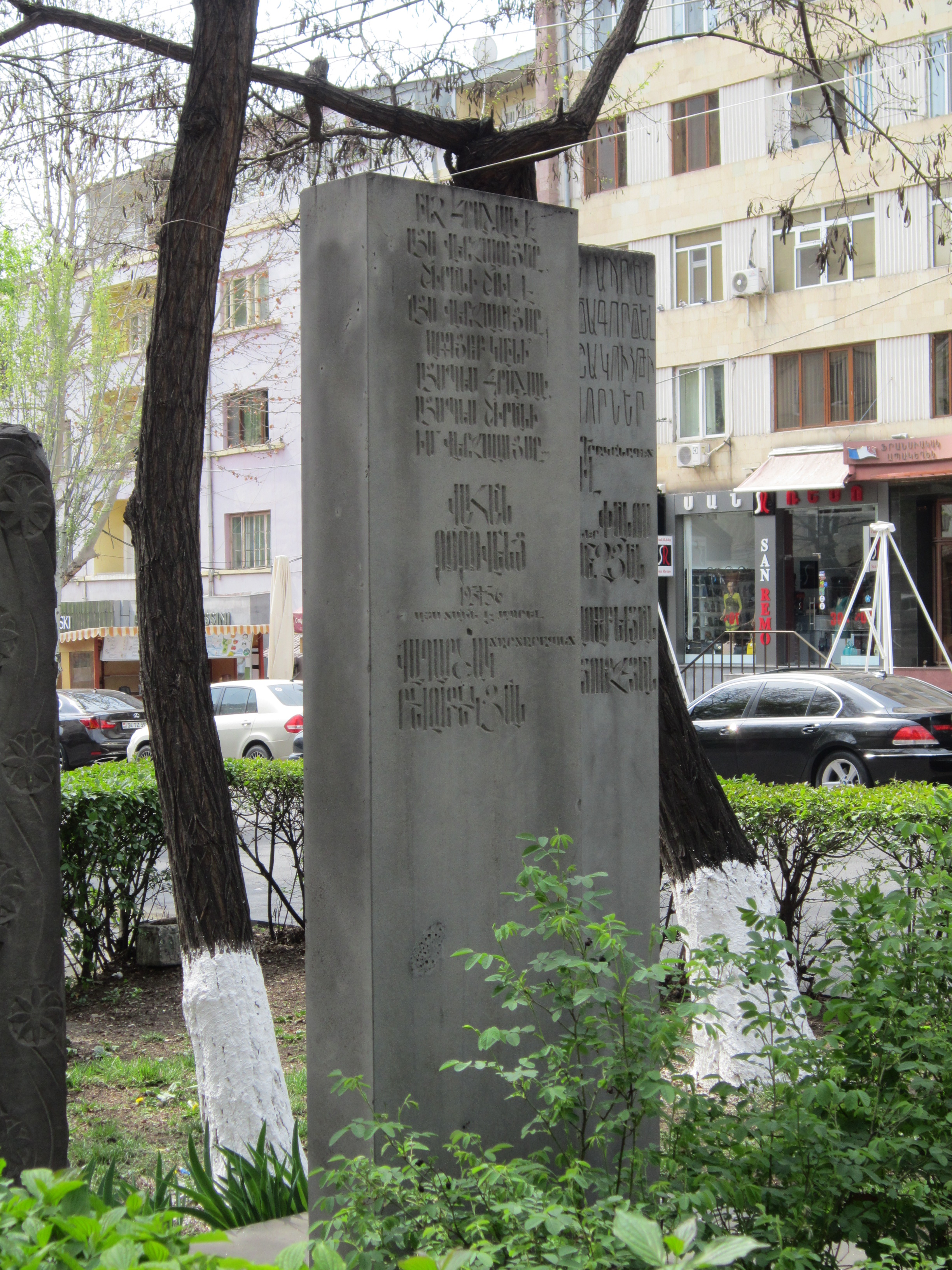

واهان هُوْهانِسی توتوونتس (ارمنی: Վահան Թոթովենց؛ ۱ ژانویه ۱۸۹۳ – ۱۸ ژوئیه ۱۹۳۸) یک شاعر، نویسنده، خبرنگار و فعال اجتماعی اهل ارمنستان بود.

## زندگی‌نامه
واهان توتوونتس در خارپرت به دنیا آمد. وی در ارمنستان، استانبول و سپس در دانشگاه ویسکانسین به تحصیل پرداخت جایی که وی در سال ۱۹۱۵ تحصیلات خویش را به پایان رسانید.
وی داوطلب در جبهه قفقاز در طی جنگ جهانی اول بود و به عنوان مترجم، محافظ و منشی در نزد ژنرال آندرانیک اوزانیان خدمت نمود و خاطرات وی را به رشته تحریر درآورد که در سال ۱۹۲۰ به چاپ رسید. در تفلیس توتوونتس ویراستار روزنامه "هایاستان" "Hayastan"، ارگان رسمی ژنرال آندرانیک بود.
پس از سال ۱۹۲۲ وی در ایروان، ارمنستان شوروی زندگی می‌کرد. در سال ۱۹۳۷ وی یکی از قربانیان پاکسازی بزرگ دوره استالین بود.

## آثار
آثار توتوونتس از سال ۱۹۰۷ به چاپ می‌رسیدند. وی پدیدآورنده رمان‌ها، داستان‌ها و درام‌هایی چون: «دکتر بوربونیان» (۱۹۱۸), «گردان مرگ» (۱۹۲۳), نیویورک (۱۹۲۷), باکو (جلد ۱–۳, ۳۴–۱۹۳۰), «جاناتان، پسر ارمیا» است. وی با آثار خویش مخصوصاً رمان زندگینامه‌ای «زندگی بر روی جاده قدیم رومی» (Life on the Old Roman Road) تأثیری بر ادبیات ارمنی گذاشت. فیلم «تکه‌ای از آسمان» (۱۹۳۰) بر اساس این رمان توسط هنریک مالیان ساخته شده‌است.
آثار وی به زبان‌های روسی، انگلیسی، فرانسوی، بلغاری، و ترکی استانبولی ترجمه شده‌است.